# Jun'ya Tanaka
Jun'ya Tanaka en japonés: 田中 順也 (Tokio, Japón, 15 de julio de 1987) es un exfutbolista japonés que jugaba como delantero.

## Selección nacional
Hizo su debut con la selección el miércoles 24 de febrero de 2012 en un partido amistoso ante la selección de Islandia disputado en el estadio Nagai de Osaka.

### Partidos
Ha disputado un total de 4 partidos con la selección japonesa, de los cuales ha ganado dos y perdió dos. Fue titular en dos partidos, mientras que entró como suplente en otros dos. Aún no registra anotaciones.
| Partidos | Partidos  | Partidos  | Partidos                | Partidos         | Partidos    | Partidos | Partidos                  | Partidos           | Partidos |
| N.º      | Rival     | Resultado | Fecha                   | Lugar            | Competencia | Goles    | Cambio                    | DT                 |          |
| -------- | --------- | --------- | ----------------------- | ---------------- | ----------- | -------- | ------------------------- | ------------------ | -------- |
| 1        | Islandia  | 3:1 (1:0) | 24 de febrero de 2012   | Osaka Japón      | Amistoso    | -        | 46' por Yoshito Ōkubo     | Alberto Zaccheroni |          |
| 2        | Uruguay   | 0:2 (1:1) | 5 de septiembre de 2014 | Sapporo Japón    | Amistoso    | -        | 76' por Yoichiro Kakitani | Javier Aguirre     |          |
| 3        | Venezuela | 3:0 (0:0) | 9 de septiembre de 2014 | Yokohama Japón   | Amistoso    | -        | 75' por Hajime Hosogai    | Javier Aguirre     |          |
| 4        | Brasil    | 0:4 (0:1) | 14 de octubre de 2014   | Kallang Singapur | Amistoso    | -        | 70' por Hajime Hosogai    | Javier Aguirre     |          |

## Clubes y estadísticas
| Club                        | Temporada           | Liga | Liga | Copas nacionales * | Copas nacionales * | Copas internacionales ** | Copas internacionales ** | Total | Total |
| Club                        | Temporada           | PJ   | G    | PJ                 | G                  | PJ                       | G                        | PJ    | G     |
| --------------------------- | ------------------- | ---- | ---- | ------------------ | ------------------ | ------------------------ | ------------------------ | ----- | ----- |
| Kashiwa Reysol Japón        | 2009                | 0    | 0    | 0                  | 0                  | 0                        | 0                        | 0     | 0     |
| Kashiwa Reysol Japón        | 2010                | 0    | 0    | 0                  | 0                  | 0                        | 0                        | 0     | 0     |
| Kashiwa Reysol Japón        | 2011                | 0    | 0    | 0                  | 0                  | 0                        | 0                        | 0     | 0     |
| Kashiwa Reysol Japón        | 2012                | 0    | 0    | 0                  | 0                  | 0                        | 0                        | 0     | 0     |
| Kashiwa Reysol Japón        | 2013                | 0    | 0    | 0                  | 0                  | 0                        | 0                        | 0     | 0     |
| Kashiwa Reysol Japón        | 2014                | 0    | 0    | 0                  | 0                  | 0                        | 0                        | 0     | 0     |
| Kashiwa Reysol Japón        | Total               | 0    | 0    | 0                  | 0                  | 0                        | 0                        | 0     | 0     |
| Sporting de Lisboa Portugal | 2014 - 2015         | 0    | 0    | 0                  | 0                  | 0                        | 0                        | 0     | 0     |
| Sporting de Lisboa Portugal | 2015 - 2016         | 0    | 0    | 0                  | 0                  | 0                        | 0                        | 0     | 0     |
| Sporting de Lisboa Portugal | Total               | 0    | 0    | 0                  | 0                  | 0                        | 0                        | 0     | 0     |
| Total en su carrera         | Total en su carrera | 0    | 0    | 0                  | 0                  | 0                        | 0                        | 0     | 0     |

- (*) Copa del Emperador
(*)Copa J. League
- (**) Liga de Campeones de la AFC
(**)Copa Mundial de Clubes de la FIFA
Supercopa de Japón

## Palmarés

### Títulos nacionales
| Título                | Club           | País     | Año  |
| --------------------- | -------------- | -------- | ---- |
| Copa de Portugal      | Sporting C. P. | Portugal | 2015 |
| Supercopa de Portugal | Sporting C. P. | Portugal | 2015 |
| Copa del Emperador    | Vissel Kobe    | Japón    | 2019 |
| Supercopa de Japón    | Vissel Kobe    | Japón    | 2020 |